# 百年と希望
『百年と希望』（ひゃくねんときぼう, One Hundred Years and Hope）は、2022年公開の日本のドキュメンタリー映画。創立100周年を迎える日本共産党の理念を受け継ぐ若い世代の姿を映し出した作品である。2021年7月の東京都議会議員選挙・町田市選挙区と、同年10月の衆議院議員選挙・東京12区の二つの選挙を軸に、しんぶん赤旗の活動や、党外の社会運動家の活動なども描かれている。

## 概要
2016年にドキュメンタリー映画『わたしの自由について〜SEALDs 2015〜』を監督したテレビディレクターの西原孝至は、デモの様子や選挙演説の撮影を通じて、日本共産党の関係者と顔なじみになる。党職員の友人もでき、2019年に西原は「日本共産党は2022年に創立100周年を迎える」ことを立ち話で聞く。離合集散を繰り返す政党が多いなかで100年続いていることに改めて驚くとともに、「誰よりも市民の声に耳を傾けて、世の中をよくしようと頑張っている共産党が、その割に支持が広がらないのはなぜか。誤解されているのではないか。そんな共産党の姿を党外からの視点で見たドキュメンタリーが作れたらおもしろいのではないか」というアイデアが浮かぶ。
しかしその直後の2020年、コロナ感染拡大に見舞われ、緊急事態宣言が出て、映画界は窮状に陥った。とくにミニシアターの経営が立ちゆかなくなったことを憂慮した西原は仲間と団体「SAVE the CINEMA」を立ち上げた。しかし国に支援を求めるにもどこの省庁に行けばいいのか陳情のやり方も分からず、動けなかったという。弁護士の助言を得て、文化庁への陳情に同行してくれたのが共産党参議院議員の吉良よし子であった。同年に映画制作のためのクラウドファンディングを立ち上げ、2021年から撮影を開始した。
2022年6月18日、一般公開。同年9月23日、韓国のDMZ国際ドキュメンタリー映画祭で上映され、2023年1月25日から2月5日にかけてオランダで開催されたロッテルダム国際映画祭にも出品された。

## ストーリー
2021年5月22日、町田市選出の日本共産党都議の池川友一は町田駅前のペデストリアンデッキで街頭演説を行っている。前日に国際オリンピック委員会のジョン・ダウリング・コーツ副会長が「東京オリンピック・パラリンピックは緊急事態宣言下でも開催する」との考えを示したことを池川は強く批判。応援弁士の吉良よし子も「オリンピックより目の前の命を守る政治を実現してまいりましょう」と述べ、来る都議選の池内再選を訴えた。支援者らはレインボーフラッグを広げ、池内を見守っている。また、同じ場所の別の日の街宣活動では、髪型に関する「ブラック校則」の見直しを長く訴えている美容師の米田星慧が立ち、池川を支持することを表明した。
この年、しんぶん赤旗は19人の記者を新規に採用した。採用の式で、同紙日曜版の山本豊彦編集長は「スクープというのはどういことかというと、権力が隠しておきたいものを暴く、と。権力監視のメディアにとっては、スクープをとれるかどうかが非常に重要な問題だと思っています」と挨拶した。
同年6月25日、都議選が告示される。カメラは北多摩第三選挙区から立候補した自民党現職の林明裕と応援弁士の片山さつきの姿をとらえる。一方、池川の隣で応援演説を行っているのは参議院議員の山添拓である。7月4日投開票。事務所でテレビの選挙特番を見守る池川陣営の人々。定数4の町田市選挙区において、池川は4番目に当選確実が報じられ、2期目の当選を果たした。
同年9月20日、東京12区を地盤とする元衆議院議員の池内沙織、一般社団法人Colabo代表の仁藤夢乃、日本共産党新宿区青年学生オーガナイザーの黒田朝陽の3人は、衆院選でジェンダー平等社会への転換を実現させるための学習会を北区の北とぴあで開催した。
同年10月19日、第49回衆議院議員総選挙が公示され、東京12区からは公明党現職の岡本三成、共産党元職の池内、日本維新の会新人の阿部司の3人が立候補した。赤羽駅東口で行われた街頭演説では、北区議会議員の臼井愛子が池内の隣で「日本は夫婦別姓の選択権を与えず、夫婦同姓を強いている世界でも稀な国だ」と訴えた。10月25日、共産党は「本気でジェンダー平等にとりくむ政治を」と書かれた横断幕を掲げ、池袋駅西口で集会を行った。集会に立った候補者は池内と比例東京ブロックから出馬した坂井和歌子。「政治アイドル」として活動する町田彩夏は「国会には女性が少ない。若い人も少ない。そして性暴力の問題を扱う人が少ない。誰よりも誰よりもジェンダーの問題に取り組んできた池内沙織さん。東京12区にお住まいの方がいましたら、池内沙織さんに投票をお願いします」と訴えた。続いて党副委員長の田村智子は「別姓の夫婦でいい。男同士で、女同士で愛し合うことだってある。こういう様々な家族のあり方は自民党が決めるんじゃない。国家が押し付けるんじゃない。私が決める、それぞれが決めるのです」と訴えた。対立候補の岡本三成の街頭演説には経済産業大臣の萩生田光一が駆け付け、「岡本さんはゴールドマンサックスで、世界の金融の舞台で経済を回してきた男ですよ。私たち自民党も全力で応援させていただいています。みなさん、共産党にこの12区、渡すわけにはいきませんよ！」と述べた。
同年10月31日投開票。東京12区は岡本が4期目の当選を果たし、維新新人の阿部は比例復活で初当選した。比例東京ブロック名簿に順位3位で登載されていた池内は落選した。選挙後、西原監督は仁藤に「ご意見があれば」と尋ねた。仁藤は「今回の選挙でほんとうにがっかりしているのは、比例の順位、男女平等じゃないじゃないか、ということです。池内さんを当選させるためというわけではないけれど、ジェンダー平等を掲げているのに、なんで、男、男、女なのかと。これで池内さんは前回（2017年）も落選しているわけですよ」と抗議の声を上げた。
2022年1月初頭、宮城県。宮城3区から3度立候補した経験がある吉田剛は雪の舞う中、車道わきに共産党ののぼり旗を立て、演説を行っている。吉田はその後、友人の店で「共産党は自分らの弱点を直視する必要がある」と話した。

## スタッフ
- 監督 - 西原孝至
- プロデューサー - 増渕愛子
- 撮影 - 西原孝至
- 音楽 - 篠田ミル
- 編集 - 西原孝至
- 録音 - 川上拓也、黄永昌
- 宣伝協力 - 太秦
- 配給 - ML9、太秦
- 製作 - ML9